# Granby (Colorado)
Granby é uma cidade  localizada no estado americano de Colorado, no Condado de Grand.

## Demografia
Segundo o censo americano de 2000, a sua população era de 1525 habitantes.
Em 2006, foi estimada uma população de 1674, um aumento de 149 (9.8%).

## Geografia
De acordo com o United States Census Bureau tem uma área de
4,6 km², dos quais 4,6 km² cobertos por terra e 0,0 km² cobertos por água. Granby localiza-se a aproximadamente 2488 m acima do nível do mar.

## Localidades na vizinhança
O diagrama seguinte representa as localidades num raio de 40 km ao redor de Granby.